# Subrata Mitra
Subrata Mitra (Bengalisch: সুব্রত মিত্র, Subrata Mitra; * 12. Oktober 1930 in Kolkata; † 7. Dezember 2001 ebenda) war ein indischer Kameramann. Er brachte moderne Ästhetik in den indischen Film.
Bereits als Schulkind war Subrata Mitra vernarrt in britische und Hollywoodfilme. Schon früh entschied er deshalb Kameramann oder Architekt zu werden. Als Jean Renoir 1950 seinen Film The River (Der Strom) in Kolkata drehte, war Mitra auf dem Set, um die Filmarbeit zu beobachten, zu studieren und sich Aufzeichnungen zu machen. Dabei lernte er den Grafikdesigner Satyajit Ray kennen, der Mitras Interessen teilte. Ray plante, selbst einen Film zu drehen und nahm Subrata Mitra als seinen Kameramann. Im Laufe von vier Jahren Produktionszeit, während der immer wieder das Geld ausging, entstand der Film Pather Panchali. Im Laufe von 15 Jahren drehten Ray und Mitra zehn Filme miteinander. Bei Aparajito (1956) simulierte er im Studio erstmals im indischen Film und als einer der ersten Kameramänner überhaupt, diffuses Licht durch indirekte Beleuchtung, um – so realistisch wie möglich – Schatten zu vermeiden.
Subrata Mitra arbeitete bei vier Filmen für Merchant Ivory Productions in den 1960er Jahren. Neben dem National Film Award 1986 für New Delhi Times erhielt er 1992 den Eastman Kodak Lifetime Achievement Award für ausgezeichnete Kinokunst.

## Filmografie
| - 1955: Pather Panchali – Regie: Satyajit Ray - 1956: Aparajito – Regie: Satyajit Ray - 1957: Parash Pathar – Regie: Satyajit Ray - 1958: Jalsaghar – Regie: Satyajit Ray - 1959: Apur Sansar – Regie: Satyajit Ray - 1960: Devi – Regie: Satyajit Ray - 1962: Kanchenjungha – Regie: Satyajit Ray - 1963: The Householder – Regie: James Ivory - 1963: Mahanagar – Regie: Satyajit Ray | - 1964: Charulata – die einsame Frau – Regie: Satyajit Ray - 1965: Shakespeare Wallah – Regie: James Ivory - 1966: Nayak – Regie: Satyajit Ray - 1966: Teesri Kasam – Regie: Basu Bhattacharya - 1969: The Guru – Regie: James Ivory - 1970: Bombay Talkie – Regie: James Ivory - 1974: Mahatma and the Mad Boy – Regie: Ismail Merchant - 1985: New Delhi Times – Regie: Romesh Sharma |